# 石洞镇 (皋兰县)
石洞镇，是中华人民共和国甘肃省兰州市皋兰县下辖的一个乡镇级行政单位。

## 行政区划
石洞镇下辖以下地区：
城南社区、城北社区、三川口社区、庄子坪村、东湾村、中堡村、魏家庄村、蔡河村、豆家庄村、文山村、涧沟村、明星村和丰水村。